# 3 bodas de más
3 bodas de más (3 bodes de més en català) és una comèdia romàntica espanyola de l'any 2013, dirigida per Javier Ruiz Caldera i protagonitzada per Inma Cuesta i Martiño Rivas. La trama relata la vivència de Ruth, una jove que és convidada a les bodes dels seus tres ex novios en el mateix mes. La pel·lícula va tenir una bona acollida entre el públic i fou nominada a set premis Goya.

## Repartiment
- Inma Cuesta: Ruth
- Quim Gutiérrez: Jonás
- Martín Rivas: Dani
- Paco León: Mikel
- Berto Romero: Pedro
- María Botto: Jefa de Ruth
- Laura Sánchez: Alex
- Silvia Abril: Lucía
- Joaquín Reyes: Pare de Ruth
- Rossy de Palma: Mare de Ruth
- Bárbara Santa-Cruz: Catalina

## Premis i nominacions

### Nominacions
- 2014: Gaudí a la millor direcció artística per Silvia Steinbrecht
- 2014: Goya a la millor actriu per Inma Cuesta
- 2014: Goya al millor actor revelació per Berto Romero
- 2014: Goya al millor guió original per Breixo Corral i Pablo Alén
- 2014: Goya a la millor direcció de producció per Marta Sánchez
- 2014: Goya al millor disseny de vestuari per Cristina Rodríguez
- 2014: Goya al millor maquillatge i perruqueria per Elisabeth Adánez i Sergio Pérez
- 2014: Goya al millor muntatge per Alberto de Toro